# James Mason (scacchista)
James Mason (Kilkenny, 19 novembre 1849 – Rochford, 12 gennaio 1905) è stato uno scacchista irlandese.
Fu adottato da piccolo da una famiglia irlandese e si trasferì con questa a New York nel 1861. Il suo vero nome è sconosciuto, la sua famiglia adottiva scelse per lui il nome James Mason solo quando arrivò negli Stati Uniti.
Nel 1874 giocò due match a New York contro Eugene Delmar, realizzando complessivamente quattordici vittorie e quattro sconfitte. Nel 1876 vinse a Filadelfia il IV Congresso di scacchi americano e il torneo New York Clipper. Sconfisse anche Henry Bird nettamente in un match (+11 –4 =4).
Nel 1878 tornò in Europa e si stabilì in Inghilterra. Si classificò 4º a Wiesbaden nel 1880 e 3º nel torneo di Vienna del 1882 (dietro a Wilhelm Steinitz e Winawer ma davanti ad altri 15 maestri). In seguito fu 3º a Norimberga nel 1883, 2º ad Amburgo nel 1885, 3º ad Amsterdam nel 1889, 3º a Londra nel 1892 dietro a Emanuel Lasker e Joseph Blackburne. Nel grande Torneo di Hastings 1895 si classificò 12º-14º su 22 partecipanti.
Scrisse molti libri di scacchi, tra cui The Principles of Chess nel 1894, The Art of Chess nel 1895, Chess Openings nel 1897 e Social Chess nel 1900. Insieme a William Pollock scrisse un libro sul Torneo di San Pietroburgo 1895.
Nel torneo di Norimberga 1883 Alexander Fritz giocò contro di lui una variante della difesa Francese (1. e4 e6 e6 2. d4 d5 3. Cc3 Cf6 4. Ag5 Ae7 5. Axf6 Axf6 6. Cf3 0-0 7. Ad3 b6 8. h4) che era stata giocata due anni prima da Edoardo Crespi nel torneo nazionale di Milano. Questa variante venne chiamata "attacco Fritz della difesa Francese", ma fu Crespi ad idearla.
La variante 1. d4 d5 2. Af4 è talvolta chiamata variante Mason perché egli la giocò diverse volte a partire dal 1880. Anche una variante della difesa Russa (1. e4 e5 2. Cf3 Cf6 3. Cxe5 d6 4. Cf3 Cxe4 5. d4 d5 6. Ad3 Ae7 7. 0-0 0-0) prende il suo nome.